# Синтвейв
Синтвейв (англ. Synthwave) також знаний як Ретровейв (англ. Retrowave), Futuresynth або Outrun — стиль електронної музики, який почав розвиватися в середині 2000-х років у межах різних інтернет-спільнот, популярність якого почала стрімко зростати після 2010 року на хвилі ностальгії та підвищеного інтересу до кіберпанку та культури 1980-х.

## Стиль
Синтвейв в сучасному його розумінні походить від синті-попу, який був безпосередньо пов'язаний з панк-музикою Нової Хвилі (New Wave) і був ритмічною, легкою, електронною музикою. З точки зору музики синтвейв черпає натхнення з багатьох фільмів, відеоігор та мультфільмів 1980-х років, а також з творчості таких композиторів, як Джон Карпентер, Вангеліс та гурту Tangerine Dream.
Одна з підназв стилю, Outrun, походить від аркадної гри 1986 року Out Run, яка була відома своїм саундтреком. За словами музиканта Perturbator (Джеймс Кент), стиль в основному є інструментальним, і часто містить характерне для тих часів музичне звучання, яке відтворюють за допомогою електронних барабанів, «gated reverb» мелодій і бас-партій, зіграні на аналогових синтезаторах.
З естетичної точки зору синтвейв занурює слухача в ретрофутуристичний світ, відтворюючи дух наукової фантастики, бойовиків, фільмів жахів і футуристичних гоночних ігор 1980-х років. Групи, що імітують саундтреки фільмів жахів 1980-х, іноді ще називають «хоррор-синт» або «карпентеркор» (по імені режисера та композитора Джона Карпентера, який писав саундтреки для своїх фільмів).

## Історія
Синтвейв походить з середини 2000-х років. Французькі музиканти, у тому числі David Grellier, Kavinsky та Justice, визнані першопрохідцями жанру. Ранні музиканти почали створювати музику, яка в той час була значною мірою пов'язана з Французьким хаузом.

## Формування піджанрів
З розвитком жанру синтвейву, все більше виконавців поєднували та комбінували різні піджанри інших видів електронної музики та різні види інструментів зі звучанням Синтвейву. Це стало наслідком появи у світ різних піджанрів, таких як: «Spacewave» або «SpaceSynth». Виконавцем другого, наприклад, є музикант Dynatron, звучання якого у багатьох людей асоціюється з науковою фантастикою та подорожами космічним простором. Піджанр під назвою «Cyberwave» або «CyberSynth», прикладовими виконавцями якого, являються такі автори: Mega Drive [Архівовано 11 листопада 2020 у Wayback Machine.], Perturbator. Сама назва цього піджанру пов'язує його з напрямком фантастики — кіберпанком. Піджанр «Darkwave» або «DarkSynth», типовими представниками якого є автори Carpenter Brut та музичний колектив Dan Terminus [Архівовано 31 жовтня 2020 у Wayback Machine.]. Він вважається найбільш «важким» піджанром синтвейву, дехто приводить аналогії відносно його «важкості» з одним із жанрів рок-музики — Death Core. Відносно більш «легших» піджанрів, такими можна назвати: Outrun, Dreamwave, SynthAmbient, авторами цих піджанрів можна назвати: Voyage [Архівовано 20 жовтня 2021 у Wayback Machine.], Miami Nights 1984 [Архівовано 11 листопада 2020 у Wayback Machine.], HOME [Архівовано 29 листопада 2020 у Wayback Machine.].

## Популярність
Реліз Неонуарної драми Драйв (2011), допоміг залучити до жанру нових шанувальників та виконавців синтвейву. Картина принесла всесвітню славу французькому діджею Kavinsky, який написав до фільму саундтрек під назвою Nightcall. Слідом за популяризацією жанру, деякі з музикантів почали тяжіти до певних аспектів гри на синтезаторі, що призвело до появи широкого розмаїття стилів, які пов'язані з жанром. Christopher Higgins назвав Electric Youth та Kavinsky двома найпопулярнішими виконавцями синтвейва в 2014 році.

## Відомі представники
- Carpenter Brut
- Cold Cave
- Com Truise
- Danger
- Droid Bishop[en]
- Dynatron[en]
- Dan Terminus [Архівовано 31 жовтня 2020 у Wayback Machine.]
- Electric Youth[en]
- Futurecop![en]
- Gunship
- Highway Superstar[en]
- Kavinsky
- Keenhouse[en]
- HOME [Архівовано 29 листопада 2020 у Wayback Machine.]
- Magic Sword
- The Midnight
- Mitch Murder[en]
- Voyage [Архівовано 20 жовтня 2021 у Wayback Machine.]
- Mega Drive [Архівовано 11 листопада 2020 у Wayback Machine.]
- Miami Nights 1984 [Архівовано 11 листопада 2020 у Wayback Machine.]
- Lazerhawk [Архівовано 12 листопада 2020 у Wayback Machine.]
- Perturbator
- Dana Jean Phoenix[en]
- Power Glove[en]
- Scandroid[en]
- The Valerie Collective[en]

## Дивитись також
- Нова хвиля (New Wave)
- Синті-поп
- Електронна музика

1. ↑  Радио Synthwave - Радио станция электронной музыки жанра Synhtwave and Retrowave (рос.). Радио Synthwave. Архів оригіналу за 5 листопада 2018. Процитовано 1 листопада 2018. [Архівовано 2018-11-05 у Wayback Machine.]